# Fényes Tamás
Fényes Tamás (Budapest, 1924. december 14. – Budapest, 1990. május 4.) fotóművész, fotóriporter.

## Élete
Fényes György (1890–1939) kereskedő, ügynök és Flesch Erzsébet Flóra (1901–1944) fia. Szülei hatéves korában elváltak. Tizenhárom éves volt, amikor megkapta az első boxgépet, amellyel fényképezni kezdett. A második világháború idején anyját Németországba hurcolták, ahol életét vesztette. Őt munkaszolgálatra hívták be Fertőrákosra, ahonnan a mauthauseni koncentrációs táborba deportálták. 
1945 júliusában tért haza. A következő hónapban belépett az MKP-ba, majd később az MDP és az MSZMP tagja lett. Az 1940-es évek második felében több területen is vállalt munkát. 1949-től a Fotó Kisipari Termelő Szövetkezet táskás ügynöke, majd a szövetkezet és a MAFIRT Képosztályának egyesülése után a Magyar Fotó riportere lett. 1951-től a Magyar Távirati Irodához került, amelynek fotóriportere és főmunkatársa volt csaknem négy évtizeden át. 1951 és 1953 között a Képző- és Iparművészeti Gimnázium esti tagozatán tanult és letette a fényképész szakvizsgát.
Munkája mellett a fiatalok szakmai képzésével is foglalkozott. Témái változatosak: a termelőmunkától az ünnepi pillanatokig, a távol-keleti országok tájaitól a portréig minden érdekelte.
Háromszor nősült és két gyermeke született.
Az Óbudai temetőben nyugszik.

## Művei
- Veszprém (fotóalbum, többekkel, Budapest, 1964)
- Hat ország fotós szemmel (Fotó, 1966. 8. szám)
- Kairó (fotóalbum, többekkel. Budapest, 1970; lengyel nyelven is)
- Szemtől szembe az afrikai emberrel (Fotóművészet, 1971. 2. szám)
- Hatvanas évek; képvál., bev. Gera Mihály; Városháza, Bp., 2008 (Csak képek)
- Fényes Tamás; szerk. Gera Mihály; Folpress, Bp., 2008 (Fényképtár)

## Kiállításai

### Egyéni kiállítások
- A harmadik világban, Fővárosi Művelődési Ház, Budapest 1977
- Emberöltő, Műcsarnok, Budapest, 1982
- Emberöltő, Art Gallery, Słupsk (Lengyelország), 1982

### Válogatott csoportos kiállítások
- Magyar Fotográfia, ’87, Műcsarnok, Budapest, 1987

## Díjai, elismerései
- Munka Érdemrend bronz fokozata (1965)
- SZOT-díj (1983)